# Langues maku
Les langues maku, aussi appelées langues negro-japurá ou langues uaupés-japurá, sont une famille de langues amérindiennes d'Amérique du Sud, parlées dans l'Ouest du Brésil et dans les régions proches de la Colombie.

## Classification

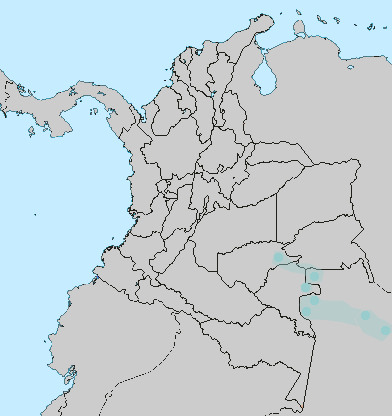
Les langues maku, en turqoise sur la carte

Les langues maku sont au nombre de sept:
- Langues maku
  - nadëb
  - kuyawi
  - dâw
  - hupda ou jupda
  - yuhup
  - kakua ou kakwa
  - nukak
- puinave

Le puinave n'est pas une langue maku, mais une hypothèse qui le relierait à celles-ci existe.